# 1828
1828 (MDCCCXXVIII) a fost un an bisect al calendarului gregorian, care a început într-o zi de marți.

## Evenimente

### Ianuarie
- 22 ianuarie: Ducele de Wellington devine prim-ministru al Marii Britanii.

### Aprilie
- 26 aprilie: Războiul ruso-turc. Rusia declară război Turciei. Conflictul a durat între 1828-1829 și s-a încheiat cu Pacea de la Adrianopol (14 septembrie 1829).

## Arte, știință, literatură și filozofie
- Prin distilarea uscată a oaselor, Friedrich Woehler a obținut ureea.
- Wöhler izolează beriliul, descoperit încă din 1798, de către Louis Nicolas Vauquelin, ca fiind prezent în beril și smarald.
- Uranus este observat într-o poziție diferită față de orbita calculată; studiul acestei perturbații avea să conducă la descoperirea planetei⁠(d) Neptun în 1846.
- Karl Ernst von Baer expune teoria straturilor germinative⁠(d), conform căreia ouăle se dezvoltă formând patru straturi de țesuturi germinative.[1]

## Nașteri
- 8 februarie: Jules Verne, scriitor francez (d. 1905)
- 20 martie: Henrik Ibsen, dramaturg norvegian (d. 1906)
- 19 august: Ioan Rațiu, om politic român, cofondator și președinte al Partidului Național Român din Transilvania (d. 1902)
- 9 septembrie: Lev Tolstoi, scriitor rus (d. 1910)

### Nedatate
- Carol Davila: medic român de etnie franceză, întemeiatorul Facultății de Medicină din România (d. 1884)

## Decese
- 16 aprilie: Francisco Goya (Francisco José de Goya y Lucientes), 82 ani, pictor spaniol (n. 1746)
- 8 august: Carl Peter Thunberg⁠(d), 84 ani, botanist suedez (n. 1743)
- 22 septembrie: Shaka Zulu, 41 ani, întemeietorul Imperiului Zulu în Africa S-E (n. 1787)
- 5 octombrie: Charlotte a Marii Britanii (n. Charlotte Augusta Matilda), 62 ani, fiica cea mare a regelui George al III-lea al Regatului Unit (n. 1766)
- 5 noiembrie: Maria Feodorovna (n. Sophie Marie Dorothea Auguste Louise), 69 ani, a doua soție a Țarului Pavel I al Rusiei (n. 1759)
- 19 noiembrie: Franz Schubert (Franz Peter Schubert), 31 ani, compozitor austriac (n. 1797)
- 29 noiembrie: Wilhelmina Krafft, 50 ani, pictoriță suedeză (n. 1778).